# Parque nacional de Kanha
El parque nacional de Kanha es un parque nacional y una reserva de tigres en los distritos de Mandla y Balaghat de Madhya Pradesh (India). En los años 1930, la zona de Kanha se dividió en dos reservas, Hallon y Banjar, de 250 y 300 km². El Parque Nacional de Kanha se creó el 1 de junio de 1955. Hoy en día se extiende sobre una superficie de 940 km² en los dos distritos de Mandla y Balaghat. Junto con una zona de separación circundante de 1.067 km² y el cercano Santuario de Phen de 110 km² forma la reserva de tigres de Kanha. Esto lo convierte en el Parque Nacional más grande de India Central.
El parque tiene una población significativa de tigre de Bengala real, leopardos, el oso perezoso, barasinga y perro salvaje indio. Los exuberantes bosques de sal y bambú, yerbosos prados y barrancos de Kanha proporcionaron la inspiración a Rudyard Kipling para su famosa novela "El libro de la selva".

## Flora
El parque nacional de Kanha alberga más de 1000
especies de plantas con flor. El bosque de las tierras bajas es una combinación de sal o sala (Shorea robusta) y otros árboles de bosque mixto, entremezclado con prados. Los bosques de las tierras altas son del tipo caducifolios tropicales húmedo seco y de una naturaleza completamente diferente con bambú de hierro (Dendrocalamus strictus) en las laderas. También se puede ver en el bosque denso ejemplares de Davidia involucrata, un muy bonito árbol fantasma indio ("kullu").
La reserva de tigres de Kanha abunda en prados o maidans que son básicamente praderas abiertas que han brotado en campos de aldeas abandonadas, evacuadas para hacer espacio a los animales. El prado de Kanha es uno de estos ejemplos. Hay muchas especies de hierba registradas en Kanha alguna de las cuales son importantes para la supervivencia del barasinga (Cervus duvauceli branderi). Las zonas densamente forestales con buena cubierta de copa tienen abundantes especies de trepadoras, arbustos y hierbas floreciendo en el sotobosque. Las plantas acuáticas en numerosos "tal" (lagos) son el salvavidas para las especies de pájaros migratorias de humedales.

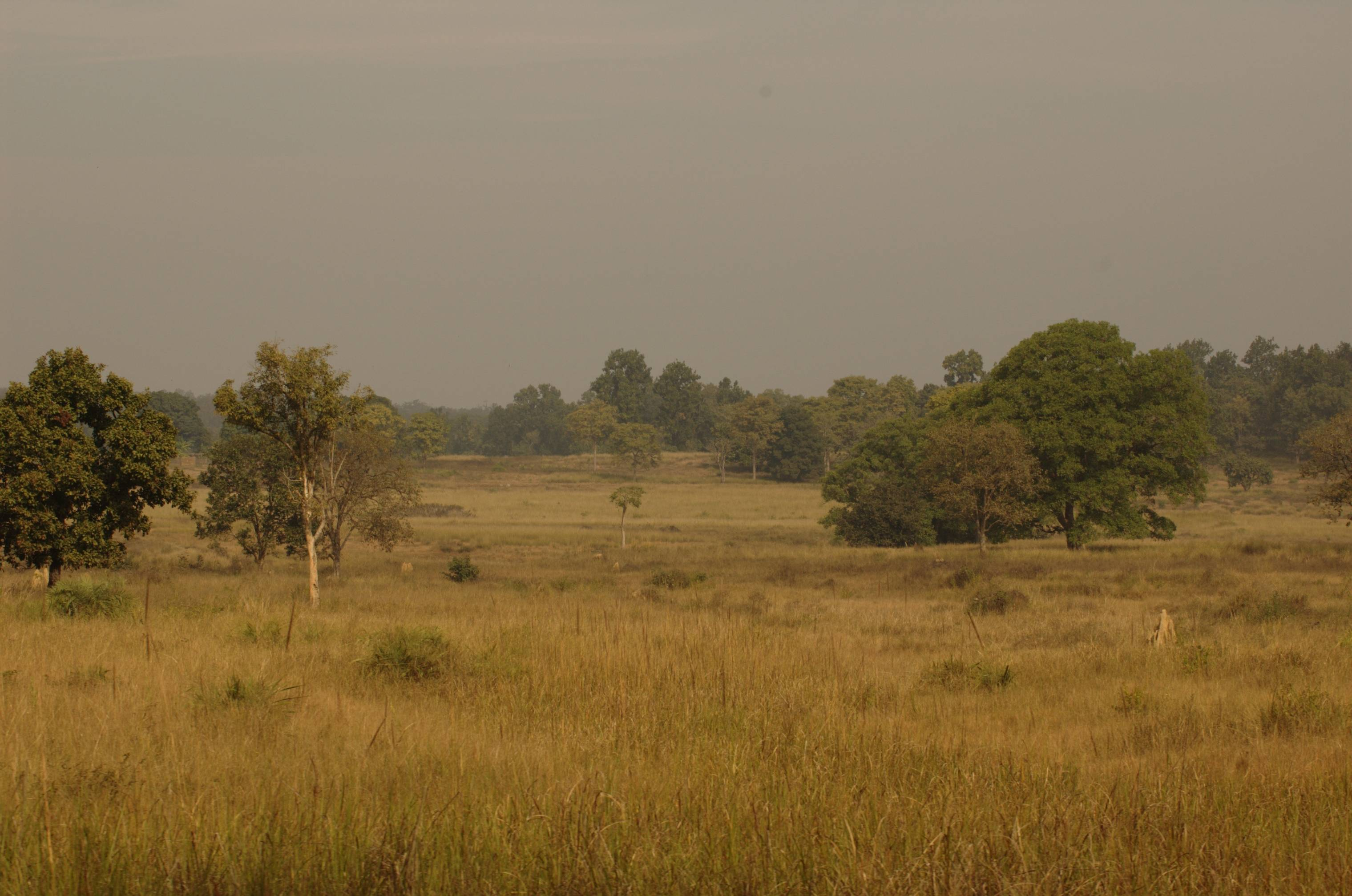
Prados en el Parque Nacional de Kanha
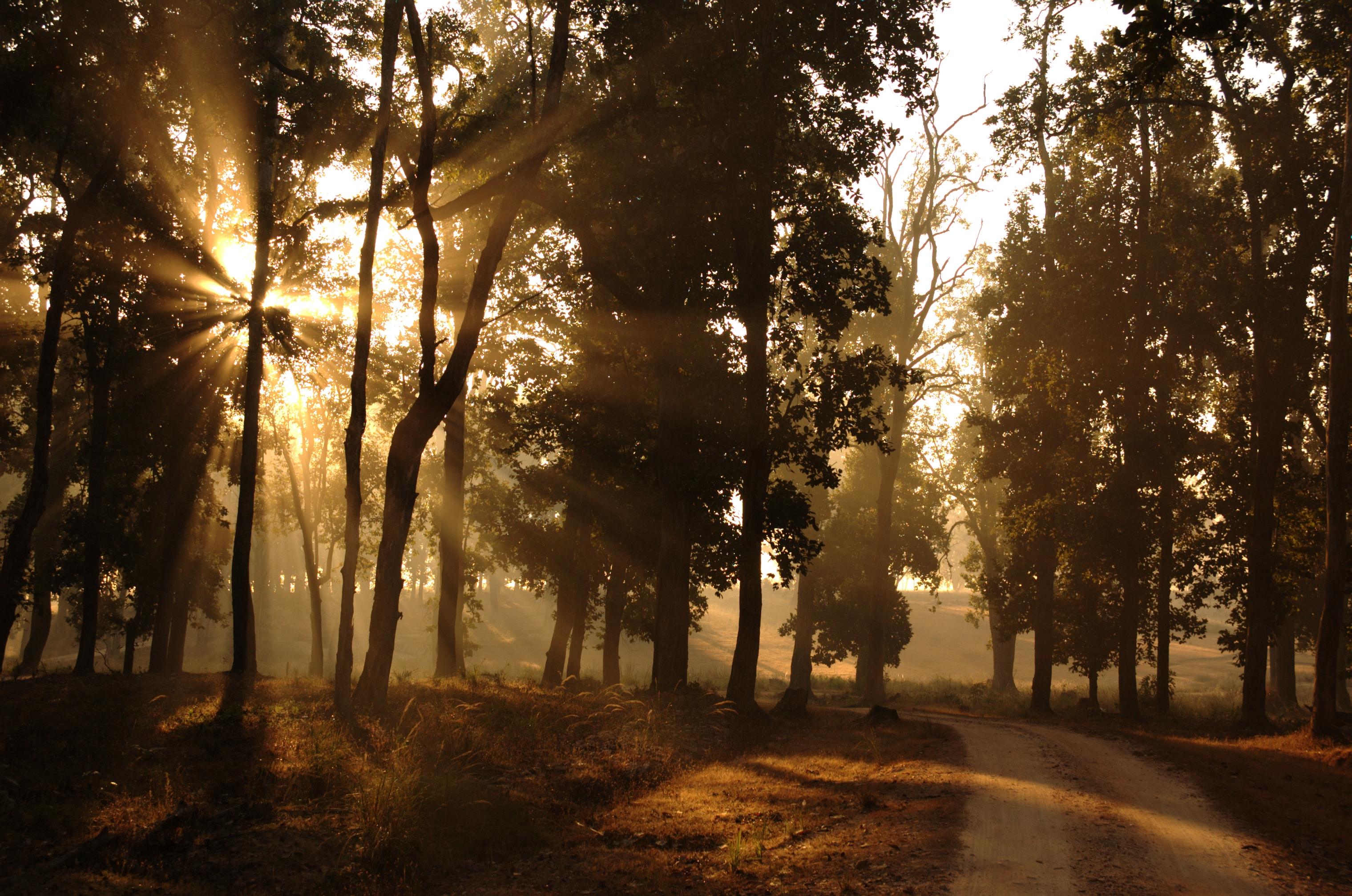
Bosque abierto en Kanha
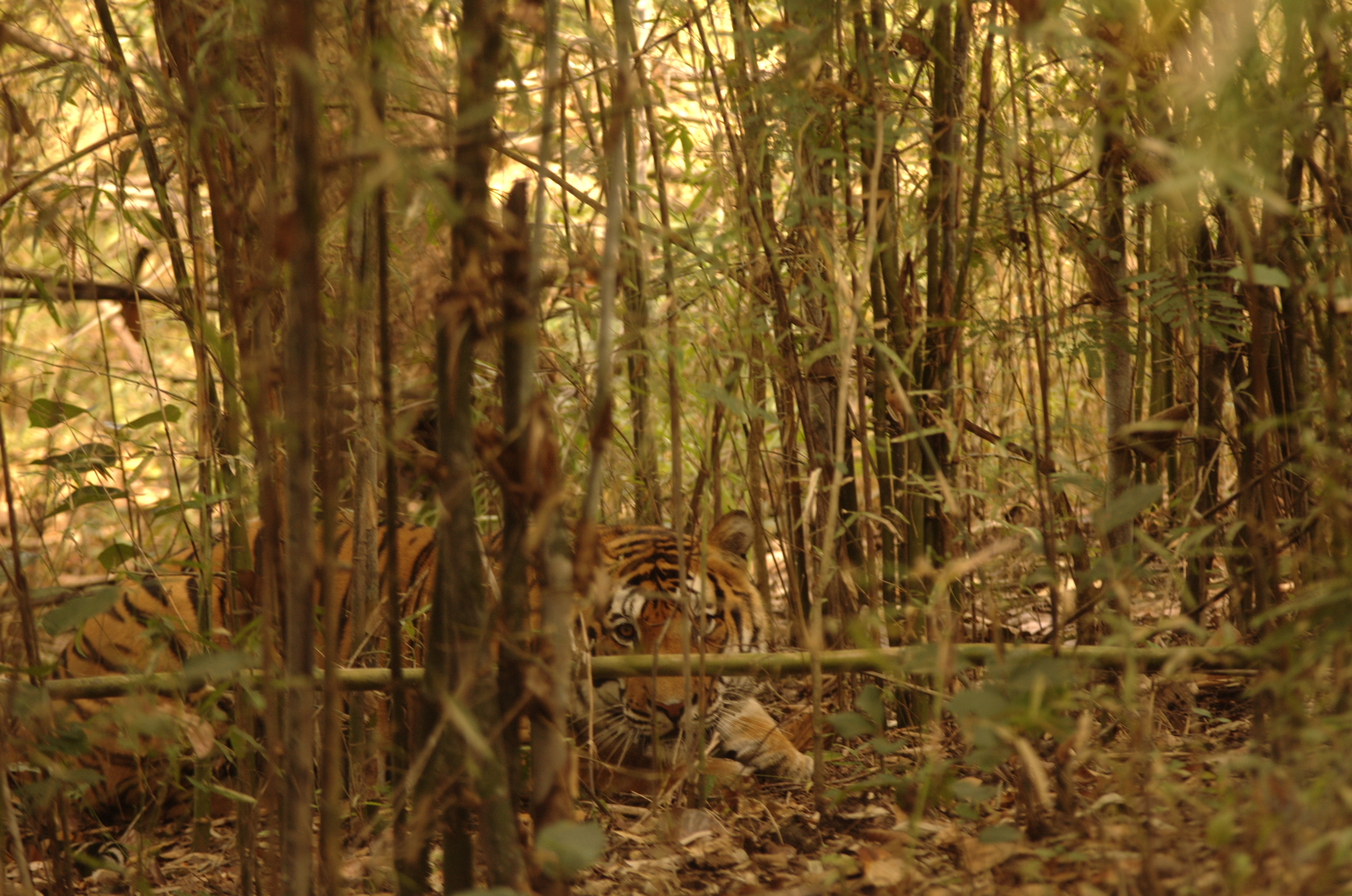
Tigre en Kanha escondiéndose en bambú

## Fauna
La población carnívora de Kanha incluye tigres, leopardos, cuones, gatos monteses, zorros y chacales. 
Entre las especies de ciervos el ciervo de Duvaucel o barasinga central es el orgullo del lugar ya que es la única subespecie de ciervo de los pantanos en la India (Cervus duavcelli branderi). El animal está adaptado al suelo duro a diferencia del ciervo de los pantanos del Norte que vive en ciénagas pantanosas. El Parque Nacional de Kanha ha sido fundamental en salvar el “ciervo de los pantanos” de extinción. El gaur indio (Bos gaurus), perteneciente al género de los bueyes, se encuentra en Kanha pero se ve generalmente cuando acaba el invierno. En verano el gaur habita los prados y los abrevaderos del parque. 
Entre otros animales que se ven normalmente en el parque se incluyen el chital, el sambar, el muntíaco y el antílope cuatricorne. Este último puede verse en la subida de Bamni Dadar. Recientemente, también se han encontrado ciervos ratón en la reserva de tigres.
El sasin no sobrevivió inicialmente aquí ya que el hábitat no era adecuado. Sin embargo, se ha reintroducido recientemente dentro de una zona vallada en el parque. El nilgó puede todavía verse cerca de Sarahi Gate, mientras que el lobo indio, que antes se veía comúnmente en Mocha, es poco frecuente avistarlo ahora. La hiena y oso perezoso se ven ocasionalmente. Los langures y los jabalíes son comunes, pero el beligerante macaco rhesus se ve menos frecuentemente.   
Animales nocturnos como zorros, hienas, gatos de la jungla, civetas, puercoespínes, rateles o tejones de la miel y liebres pueden verse fuera de los confines del parque.    
Los reptiles como pitones, cobras, kraits, serpientes rata oriental (Ptyas mucosus), vipéridos, natricinos y culebras de collar son animales nocturnos, y por lo tanto se ven pocas veces. Hay muchas especies de tortugas así como de anfibios que se encuentran en o cerca de las masas de agua.

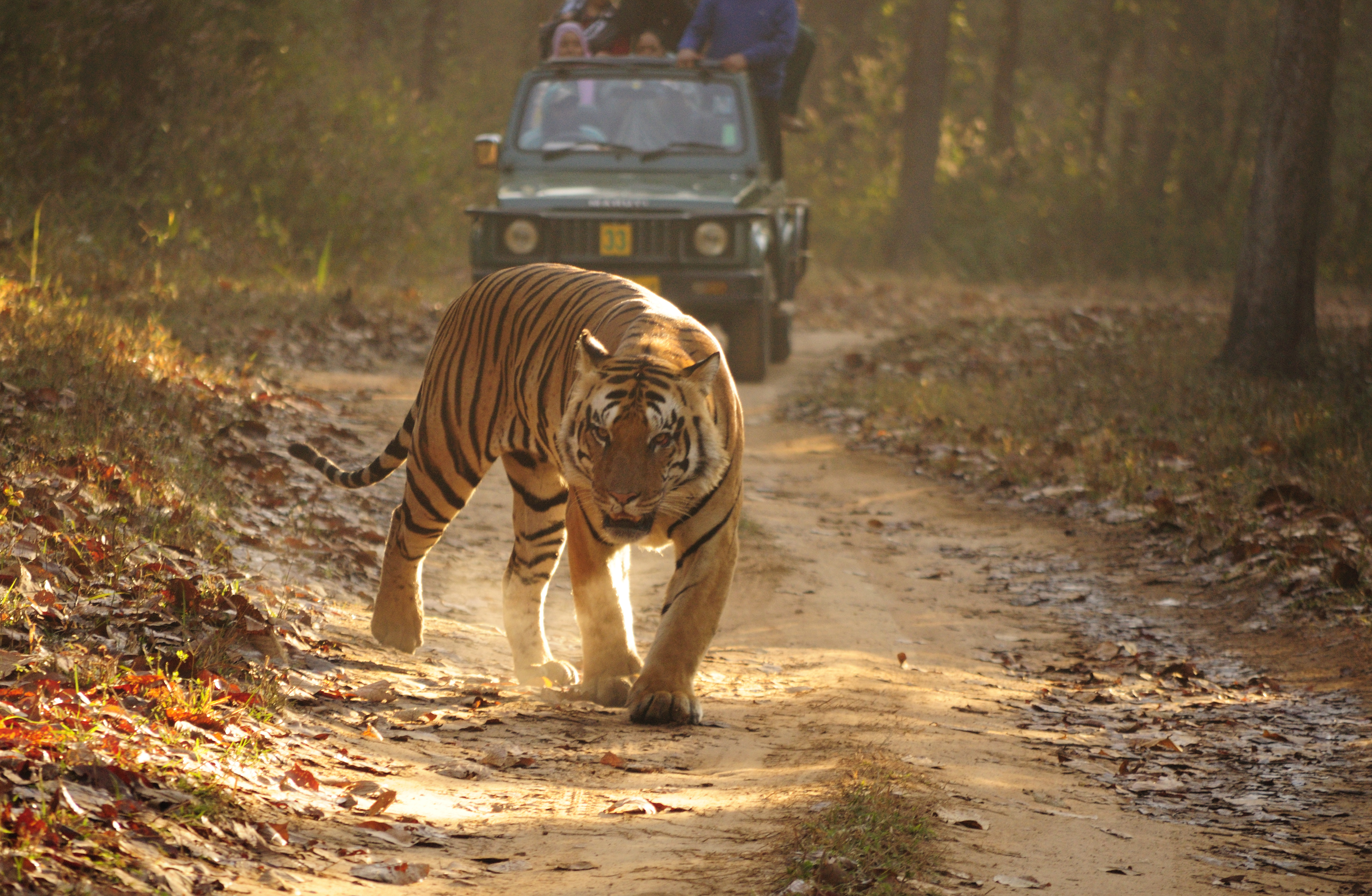
Kanha es más conocido por sus tigres
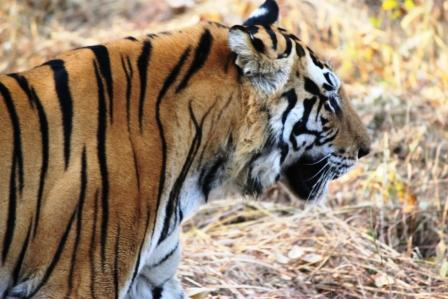
Un tigre macho en el Parque Nacional de Kanha
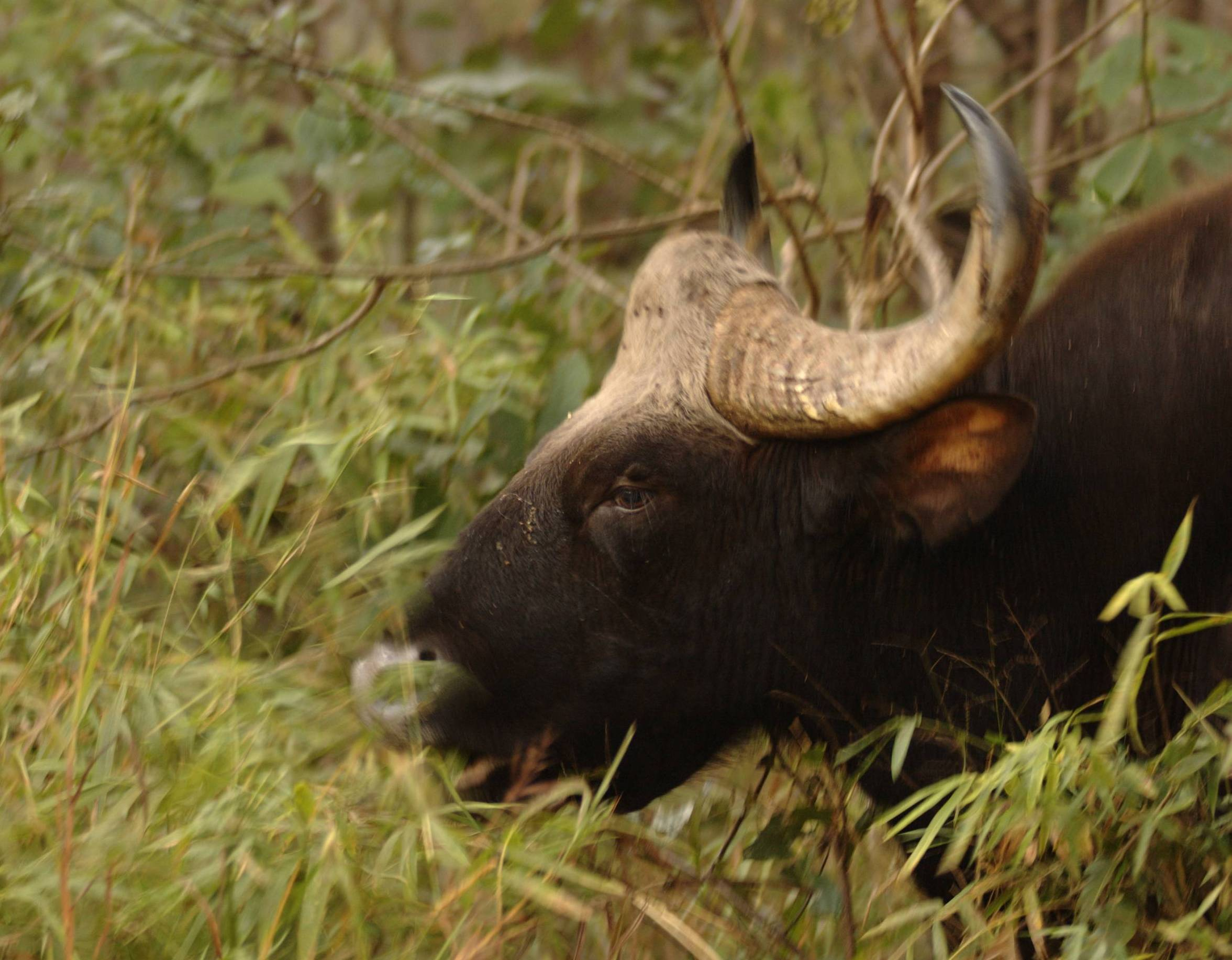
El gaur es el animal salvaje más grande del parque
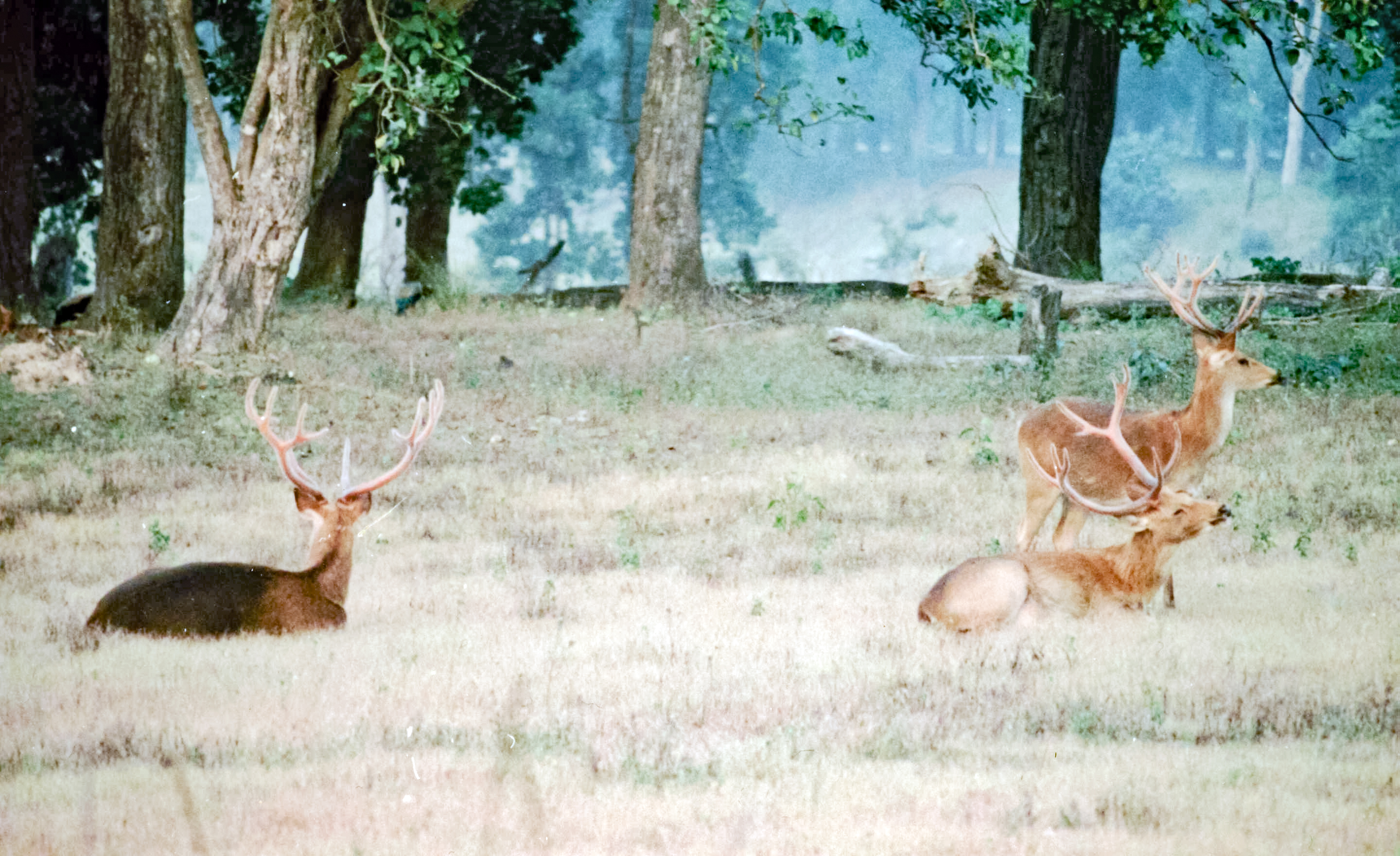
Kanha es el último refugio del poco frecuente barasinga central (R. d. branderi)
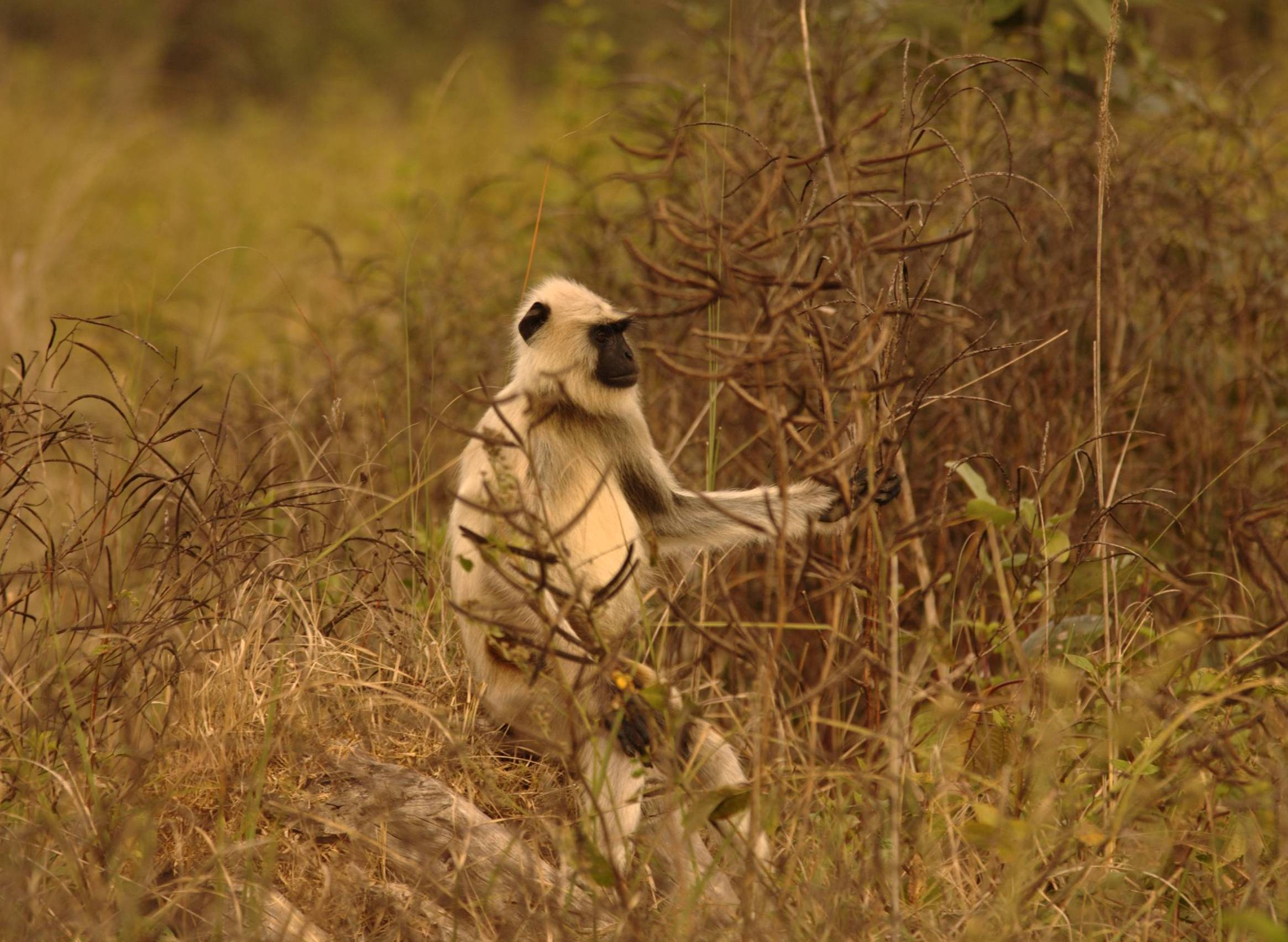
Se ven normalmente langures grises
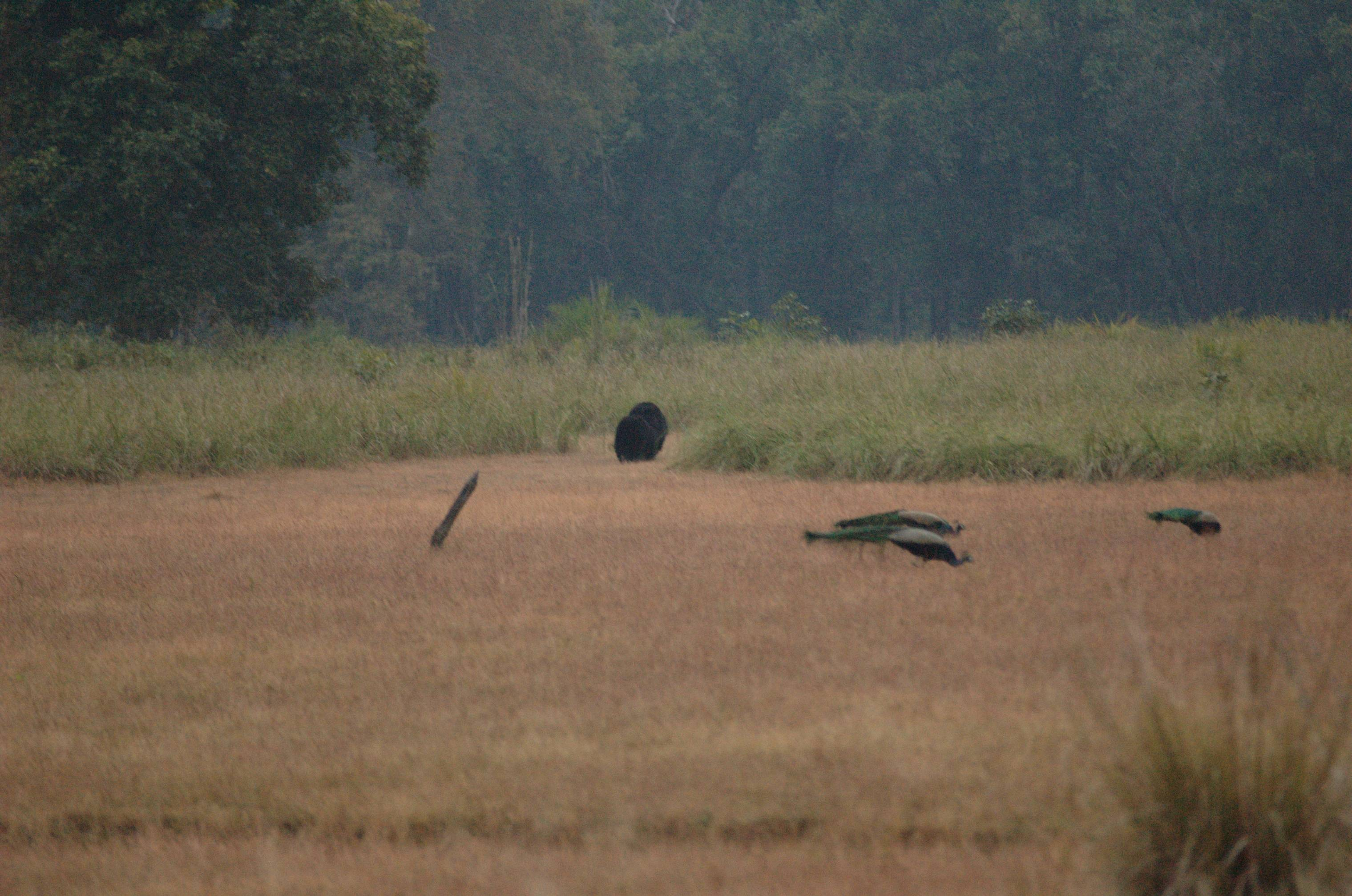
Osos perezosos y pavos reales
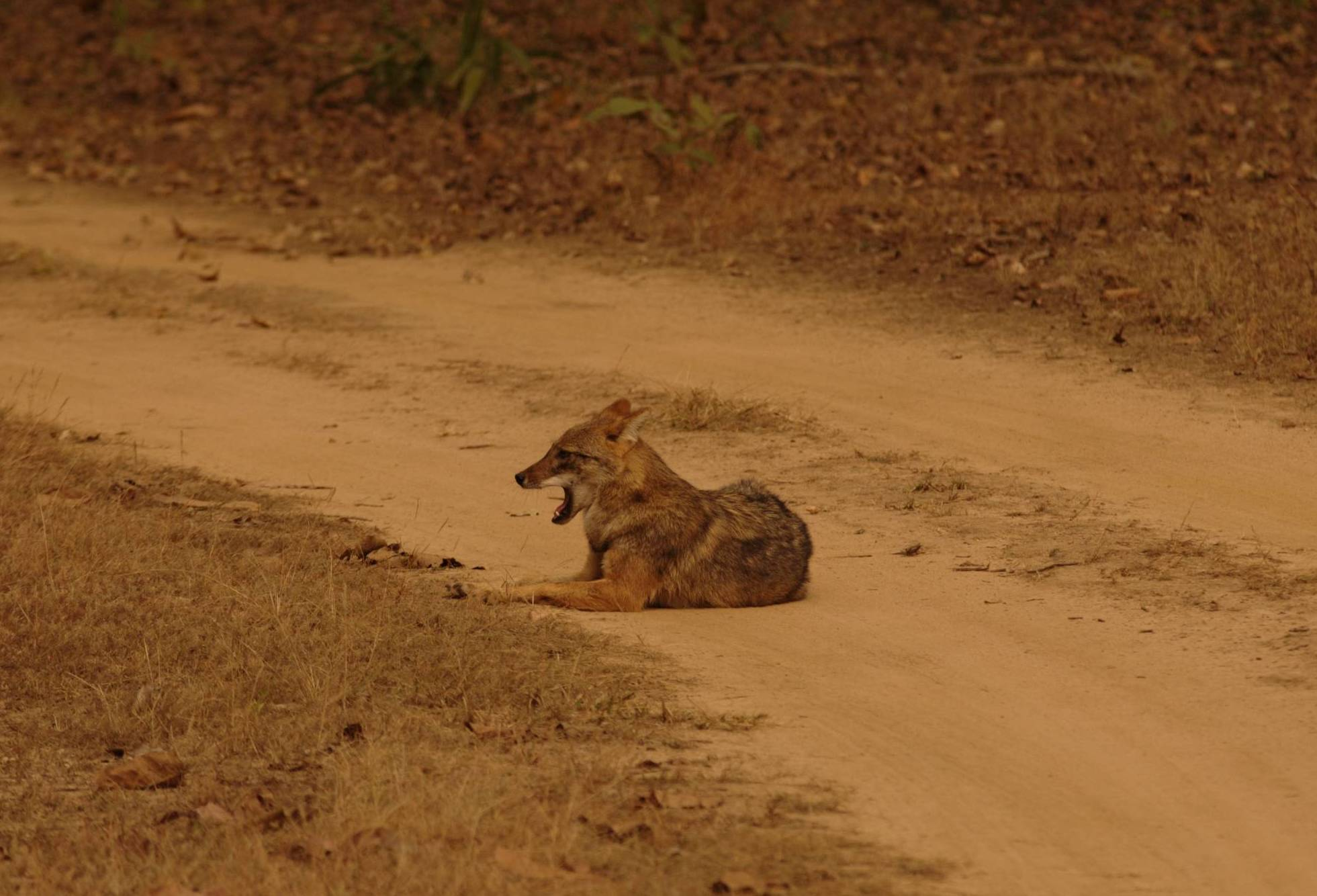
Chacal dorado descansando sobre un camino de tierra
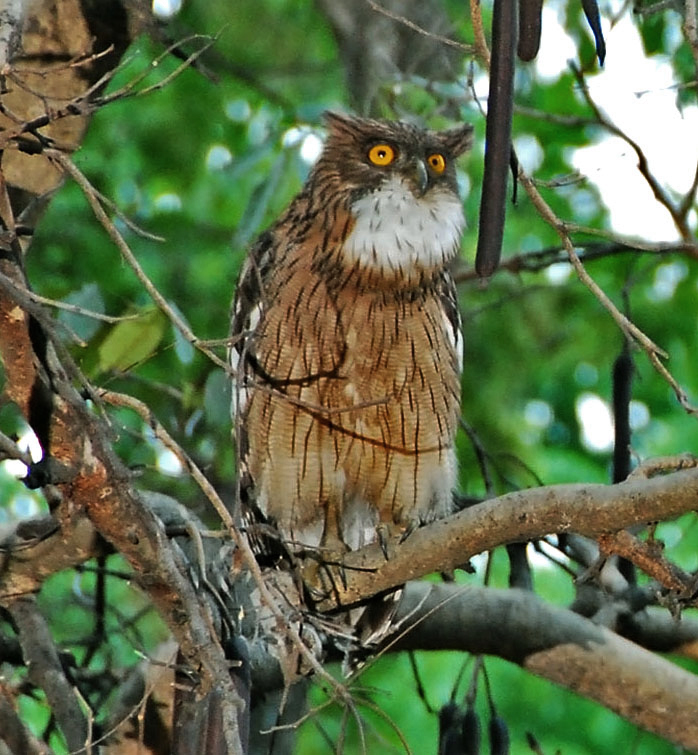
Búho pescador de Ceilán
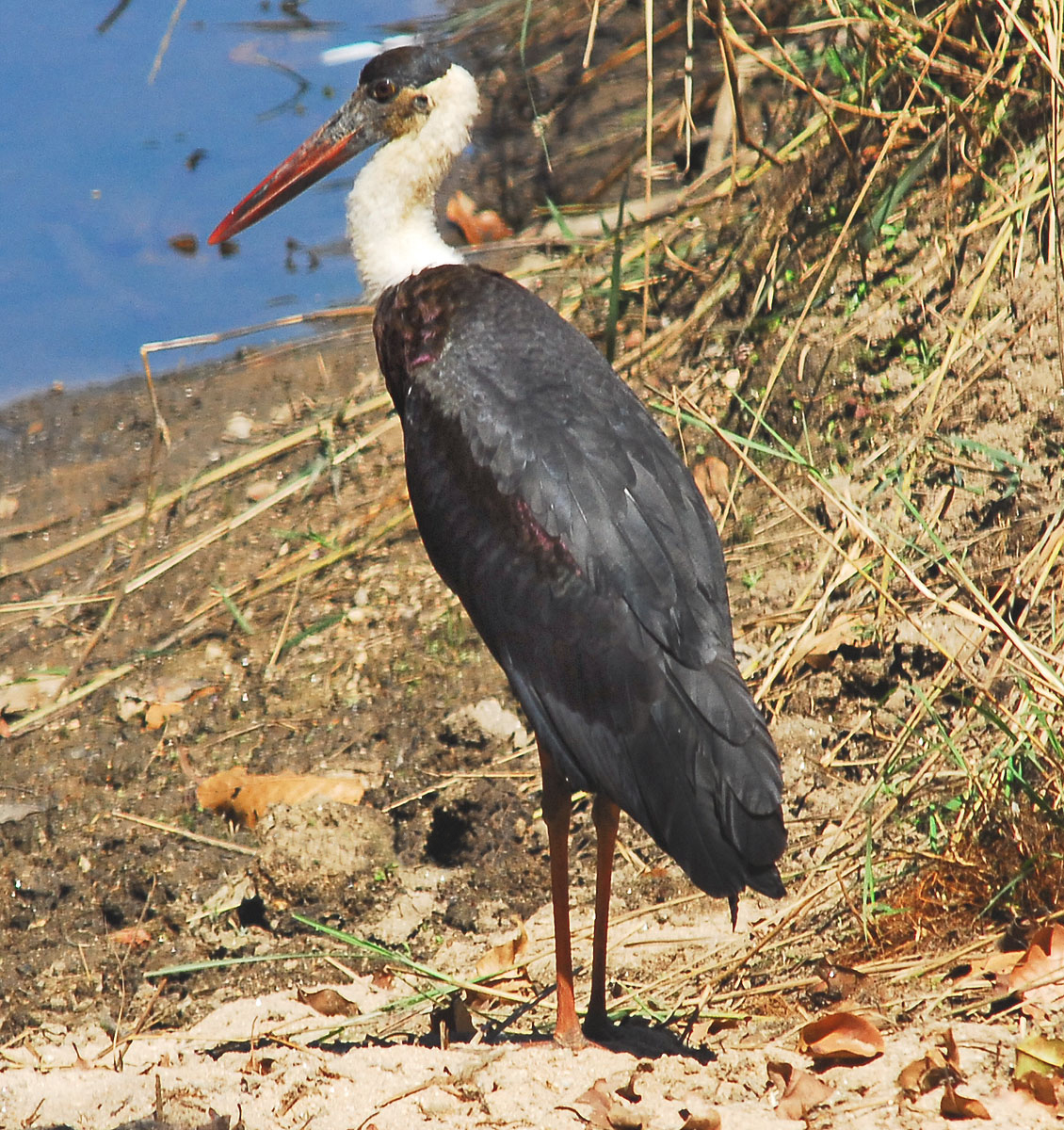
Cigüeña de cuello blanco
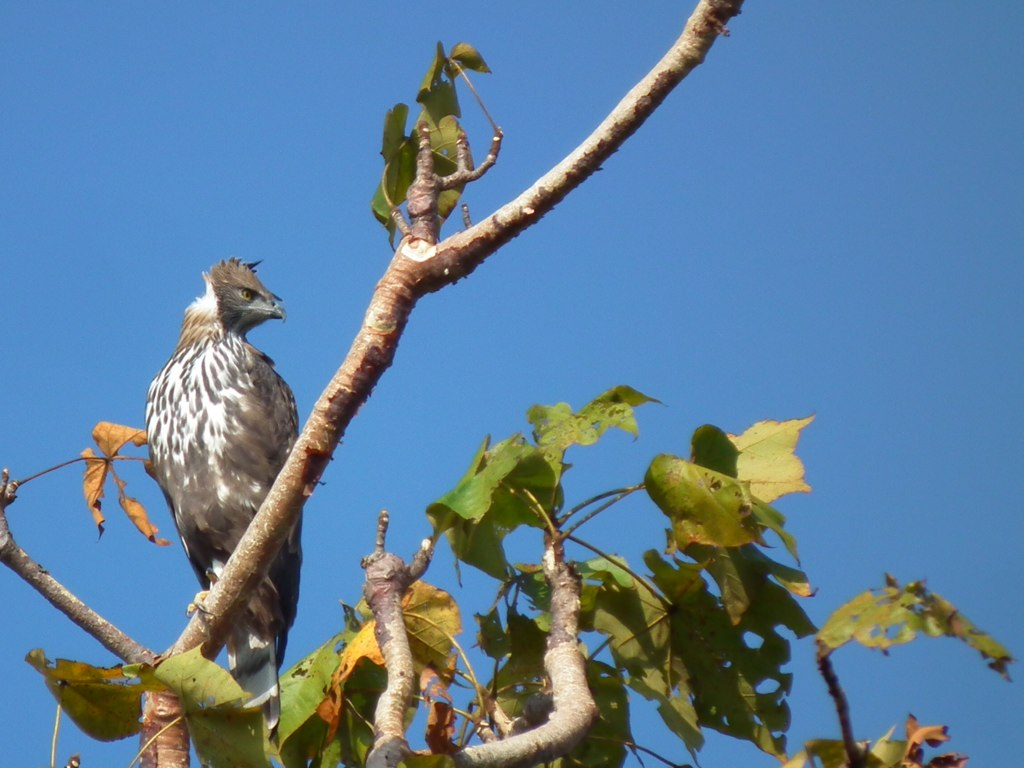
Águila azor variable

## Tigres de Kanha
Actualmente uno de los tigres macho dominantes del Parque Nacional de Kanha es un tigre llamado Munna. Munna es conocido por su gran tamaño, su gran cabeza y tiene el símbolo "CAT" escrito en su cabeza.

### Transporte e instalaciones
Jabalpur, el lugar más conveniente desde el que acercarse al Parque, tiene el aeropuerto más cercano (175 km), Nagpur (260 km) y Raipur (219 km) tienen otros aeropuertos, Mandla (70 km) tiene una buena conexión con Kanha y hay un servicio de taxis turísticos desde Jabalpur al parque nacional. Desde Jabalpur, la mejor manera de viajar es a través de Mandla y Nainpur - quizás con una parada durante la noche - y después tomar el desvío en Bamhni. Mandla, Nainpur y Seoni todas tienen clubes deportivos, cibercafés, guías, iglesias cristianas y algunos hermosos templos.
Hay tres puertas para la entrada al Parque. A la puerta de Kisli se accede mejor desde Jabalpur y parando en la aldea de Khatia, dentro de la zona de separación. La segunda puerta está en Mukki y la tercera puerta, abierta más recientemente, está en Serai.

## Reintroducción del barasinga
Un apasionante esfuerzo de conservación en este parque nacional es la reintroducción del barasinga. El gaur será reubicado en Bandhavgarh y algunos barasinga serán reubicados en la reserva de tigres de Satpura. El objetivo de este proyecto es introducir unos 500 barasinga en este parque nacional en ocho o nueve ubicaciones diferentes. Hay también un proyecto para capturar unos veinte tigres y reubicarlos en la reserva de tigres de Satpura.Reintroduction of Barasingha: Kanha National Park – Satpura Tiger Reserve

## Información general
- Superficie: (núcleo) 940 km²
- Terreno: bosques de sal y bambú, planicies, prados y arroyos serpenteantes
- Mejor temporada: febrero a junio
- Horas de visita por la mañana: 6:30 a. m. a 12:00 del mediodía
- Horas de visita por la tarde: 3:00 p. m. a 6:00 p. m.
- Cerrado: 1 de julio a 15 de octubre

Los aeropuertos más cercanos están en Jabalpur, Raipur y Nagpur (Distancias de 175 km., 220 km. y 275 km., respectivamente)